# Улица Володарского (Астрахань)
У́лица Волода́рского — одна из улиц исторического района Белый город в центральной части Астрахани, проходит с севера на юг параллельно Коммунистической улице. Начинается от Красной набережной у реки Кутум, пересекает улицы Советской Милиции, Свердлова, Эспланадную, Ахматовскую, Молодой Гвардии, Советскую. Чернышевского и Красного Знамени и заканчивается у улицы Ленина.

## История
В XVII веке улица получила название Индейской, так как она проходила по восточной границе Индейского двора, где останавливались купцы из Индии. В те времена этот торговый квартал занимал значительную территорию, на сегодняшний день от него сохранилось только здание Индийского подворья, ставшее многоквартирным жилым домом № 14 по улице Володарского. Индейская улица считалась важной поперечной артерией Белого города, будучи кратчайшим путём между северными Исадными и южными Решёточными воротами и соединяя через них Кутум с рынком Исады и стрелецкими слободами Деревянного города. Первоначально состояла из разнонаправленных отрезков, но после пожара 1767 года была трассирована практически по прямой линии.
В 1920 года Индейская (Индийская) улица была переименована в честь российского и украинского революционера В. Володарского.
На сегодняшний день к улице Володарского относится 15 охраняемых объектов — 2 памятника культурного наследия федерального значения и 13 регионального, лишь 3 из которых обращены на эту улицу главными фасадами.

## Застройка
- Дом 2 —  памятник архитектуры Дом с торговыми лавками, магазином и складом И.Т. Шлейна
- Дом 6 —  памятник архитектуры Дом купца П.М. Догадина
- Дом 7 —  памятник архитектуры Усадьба И.К. Шмидт и В.И. Шмидт
- Дом 8 —  памятник архитектуры Дом Сергеевых (архитектор П.М. Бутков)
- Дом 10 —  памятник архитектуры Городская усадьба И.В. Франгулова и его наследников
- Дом 13 —  памятник архитектуры Электротеатр с зимним садом «Модерн»(Кинотеатр «Октябрь») находится на длительной реставрации после пожара
- Дом 14 —  памятник архитектуры Индийское торговое подворье (архитектор С. Мартынов)
- Дом 15 —  памятник архитектуры Реальное училище (архитекторы: К.К. Домонтович, П.И. Коржинский, В.А. Шретер)
- Дом 16 —  памятник архитектуры Дом городского коммунального отдела
- Дом 18 —  памятник архитектуры Персидское торговое подворье
- Дом 20 —  памятник архитектуры Усадьба К.Г. Агамжанова
- Дом 22 —  памятник архитектуры Палата государственных имуществ, присутственные места Калмыцкого управления и Калмыцкое мужское училище (автор: К.Л. Деперди)